# Cucumis pubituberculatus
Cucumis pubituberculatus är en gurkväxtart som beskrevs av M. Thulin. Cucumis pubituberculatus ingår i släktet gurkor, och familjen gurkväxter. Inga underarter finns listade i Catalogue of Life.